# Rijn-Ruhrs voetbalkampioenschap 1905/06
In 1905/06 werd het vierde Rijn-Ruhrs voetbalkampioenschap gespeeld, dat georganiseerd werd door de West-Duitse voetbalbond. 
Duisburger SpV werd kampioen en plaatste zich voor de West-Duitse eindronde. In een groepsfase met Cölner FC 1899, FC Viktoria Ratingen en SuS 1896 Schalke eindigde SpV samen met CFC 1899 op de eerste plaats. In de beslissende testwedstrijd verloor Duisburg van Cöln.

## 1. Klasse
| Plaats | Club                | Wed. | W | G | V | Saldo | Ptn. |
| ------ | ------------------- | ---- | - | - | - | ----- | ---- |
| 1.     | Duisburger SpV      | 8    | 7 | 1 | 0 | 29:7  | 15:1 |
| 2.     | Essener SV 1899     | 8    | 5 | 0 | 3 | 14:14 | 10:6 |
| 3.     | Essener TB 1900     | 8    | 4 | 0 | 4 | 34:31 | 8:8  |
| 4.     | SC Preußen Duisburg | 8    | 3 | 0 | 5 | 12:20 | 6:10 |
| 5.     | BV Duisburg         | 8    | 0 | 1 | 7 | 4:21  | 1:15 |

|  | Kampioen   |
|  | Degradatie |

## 2. Klasse
| Plaats | Club                        | Wed. | W | G | V | Saldo | Ptn.  |
| ------ | --------------------------- | ---- | - | - | - | ----- | ----- |
| 1.     | Duisburger SpV 1900 II      | 14   |   |   |   | 51:09 | 23:05 |
| 2.     | SV Meiderich 1902           | 14   |   |   |   | 36:30 | 15:13 |
| 3.     | Essener SV 1899 II          | 14   |   |   |   | 33:28 | 15:13 |
| 4.     | Essener TB 1900 II          | 14   |   |   |   | 27:31 | 13:15 |
| 5.     | Homberger SpV 03            | 14   |   |   |   | 23:59 | 12:16 |
| 6.     | SC Preußen Duisburg 1901 II | 14   |   |   |   | 31:18 | 11:17 |
| 7.     | FC Bocholt 1900             | 14   |   |   |   | 34:29 | 10:18 |
| 8.     | BV Rhenania Essen           | 14   |   |   |   | 23:54 | 09:19 |

|  | Kampioen |